# Иравадийский дельфин
Иравади́йский дельфи́н (лат. Orcaella brevirostris) — водное млекопитающее из рода Orcaella семейства дельфиновые (Delphinidae).

## Внешний вид
В отличие от других представителей семейства дельфиновые, у иравадийских дельфинов отсутствует клюв и они имеют гибкую шею. Причина такой особенности состоит в видимых складках за головой. Голова выпуклая, лоб расширяется свыше рта. Грудные плавники широкие, треугольной формы. Спинные плавники также треугольные, их длина составляет две трети от длины всего тела. Окрас варьирует от серо-синего до синевато-серого, с нижней части он более светлый. Зубы узкие, заострённые, около 1 см в длину. Масса 114—143 кг, длина тела 146—275 см. Самцы, как правило, больше по размерам, спинные плавники у них длиннее. Желудок иравадийских дельфинов разделён на отсеки.

## Место обитания
Обитает в прибрежных водах Индийского океана от Бенгальского залива до севера Австралии.
Популяция дельфинов в Камбодже считается вымершей с 2022 года.

## Поведение
Иравадийские дельфины проживают в группах по 3—6 животных. Они могут переходить из одной группы в другую. Во время исследования территории дельфины поднимают голову из воды и вращаются, чтобы увидеть всё, что их окружает. Плавают довольно медленно. Во время выныривания, для заглатывания воздуха, иравадийские дельфины выставляют только верхнюю часть головы. Вдох делается очень быстро, и только 14 % выныриваний делаются с брызгами.